# طه الراوی
طه الراوی  (۱۸۹۰ - ۱۹۴۶)  ادیب، تاریخ‌پژوه و روزنامه‌نگار عراقی بود. مدتی ادبیات عربی در دارالمعلین خواند، سپس مدیرکل مطبوعات عراق منصوب شد. از آثار اوست «ابوالعلاء در بغداد»، «بغداد، مدینة السلام»، «تاریخ علوم زبان عربی».  